# Olympische Winterspiele 2002/Teilnehmer (Island)
| Gelbes Symbol für Goldmedaillen mit stilisierten Olympischen Ringen | Graues Symbol für Silbermedaillen mit stilisierten Olympischen Ringen | Braundes Symbol für Bronzemedaillen mit stilisierten Olympischen Ringen |
| ------------------------------------------------------------------- | --------------------------------------------------------------------- | ----------------------------------------------------------------------- |
| —                                                                   | —                                                                     | —                                                                       |

Island nahm 2002 zum 14. Mal an Olympischen Winterspielen teil. Nach Salt Lake City entsandte das Land eine Delegation von sechs Athleten, die alle im Ski Alpin antraten.
Fahnenträgerin bei der Eröffnungsfeier war Dagný Linda Kristjánsdóttir.

## Übersicht der Athleten

### Ski Alpin
Frauen
- Emma Furuvik
Slalom: 33. Platz

- Dagný Linda Kristjánsdóttir
Abfahrt: 31. Platz
Super-G: Ausgeschieden
Riesenslalom: Ausgeschieden
Kombination: Ausgeschieden

Männer
- Björgvin Björgvinsson
Riesenslalom: Ausgeschieden
Slalom: Ausgeschieden

- Kristinn Björnsson
Slalom: 21. Platz

- Jóhann Haraldsson
Riesenslalom: Ausgeschieden
Slalom: 28. Platz

- Kristinn Magnússon
Riesenslalom: 42. Platz
Slalom: Ausgeschieden